# Tweede inauguratie van Thomas Jefferson

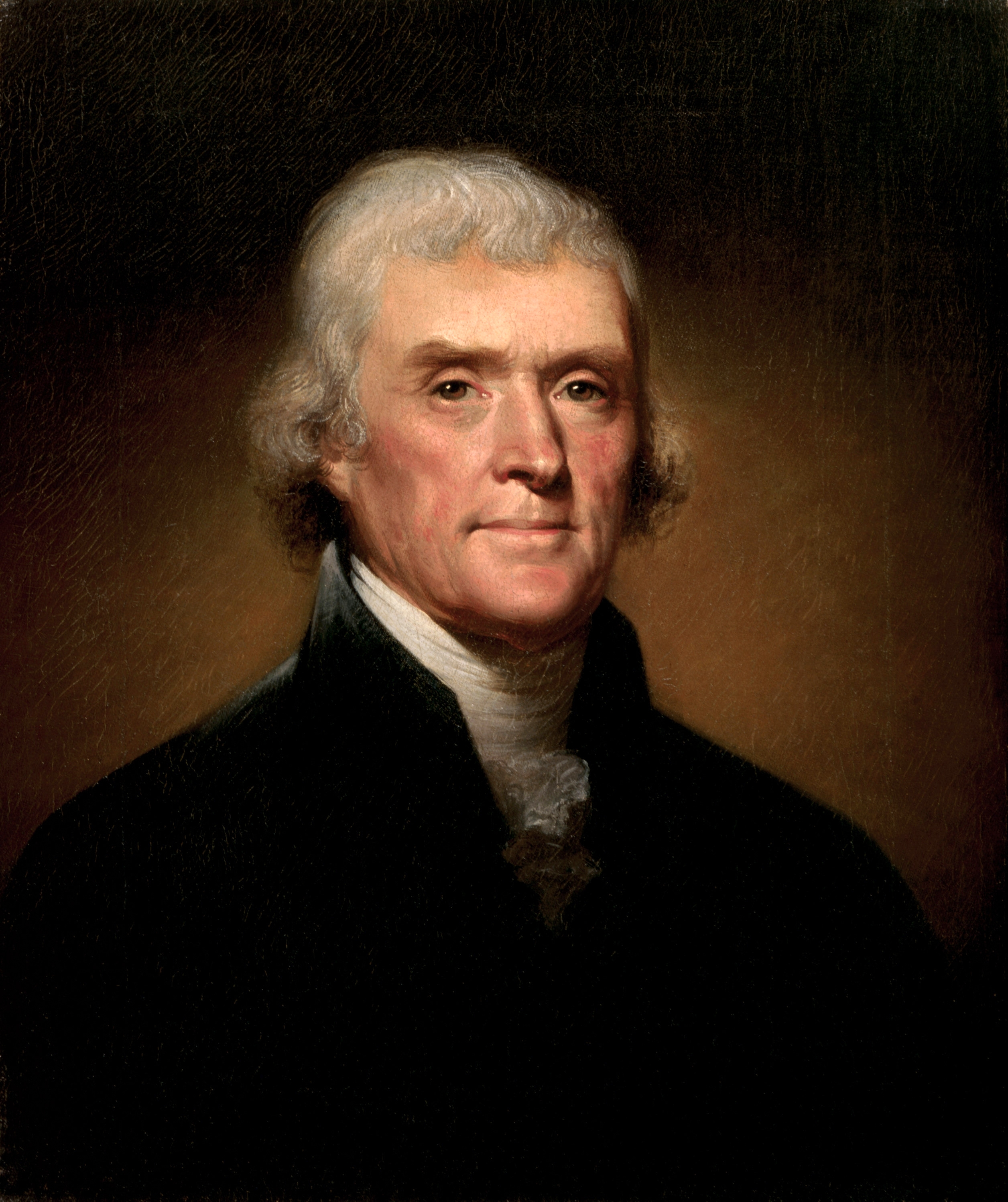
President Thomas Jefferson.

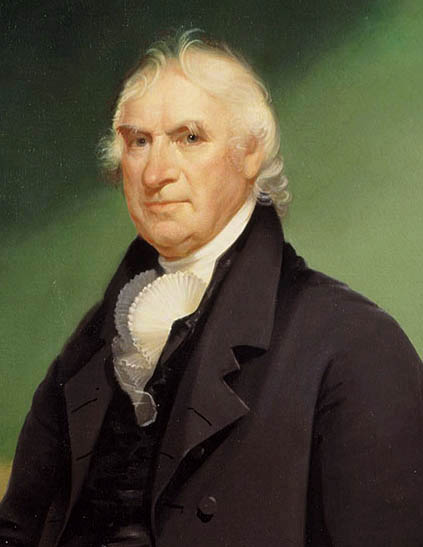
Vicepresident George Clinton.

De tweede inauguratie van Thomas Jefferson als derde president van de Verenigde Staten vond plaats in Washington D.C. op maandag 4 maart 1805 in de Senaatszaal van het Capitool. De inauguratie luidde het begin in van de tweede vierjarige ambtstermijn van Thomas Jefferson als president en de eerste vierjarige ambtstermijn van George Clinton als vicepresident van de Verenigde Staten. Jefferson werd ingezworen door opperrechter John Marshall.

## Achtergrond
Anders dan bij de bewogen Amerikaanse presidentsverkiezingen van 1800, waar Jefferson nipt tot president werd verkozen, kenden de Amerikaanse presidentsverkiezingen van 1804 een rustiger verloop. Jefferson wist de verkiezingen te winnen met een ruime overwinning.

## Verloop van de inauguratie
Op 4 maart 1805 droeg president Jefferson een zwart pak en zijden kousen en reed hij te paard naar het Capitool om er de eed af te leggen. Veel afgevaardigden en senatoren hadden Washington D.C. op dat moment echter al verlaten nadat het parlement was verdaagd na de afscheidstoespraak van uittredend vicepresident Aaron Burr enkele dagen eerder. De inauguratie was daarom slechts een bescheiden ceremonie.
Tijdens zijn inaugurele rede sprak president Jefferson met zachte en stille stem. Onder de aanwezigen werden kopieën verspreid van zijn toespraak. In zijn toespraak sprak de president over de recente aankoop van Louisiana, de afnemende invloed van de Federalisten en de noodzaak van persvrijheid, hoewel hij ook kritiek had op recente persaanvallen tegen hem.